# SN 2009fy
SN 2009fy – supernowa typu Ia-pec odkryta 1 czerwca 2009 roku w galaktyce A232405+1639. W momencie odkrycia miała maksymalną jasność 16,00m.